# Calamopleurus
Calamopleurus — доісторичний рід морських променеперих риб клади Halecomorphi існував ранньої крейди Південної Америки та Північної Африки. Це був родич сучасної амії мулової, обидва належали до родини Amiidae.
Містить три види: 
- † C. africanus Forey & Grande, 1998 - пізній альб / ранній сеноман Марокко та Алжиру [4]
- † C. cylindricus Agassiz, 1841 - пізній апт / ранній альб Бразилії (формації Крато і Сантана )
- † C. mawsoni Woodward, 1902 - пізній готерів /ранній барем Бразилії ( група Баїя )

Вважається, що це сестринський рід Maliamia, останнього вцілілого члена Vidalamiinae, переважно морської групи аміїд. Обидва належать до триби Calamopleurini. 

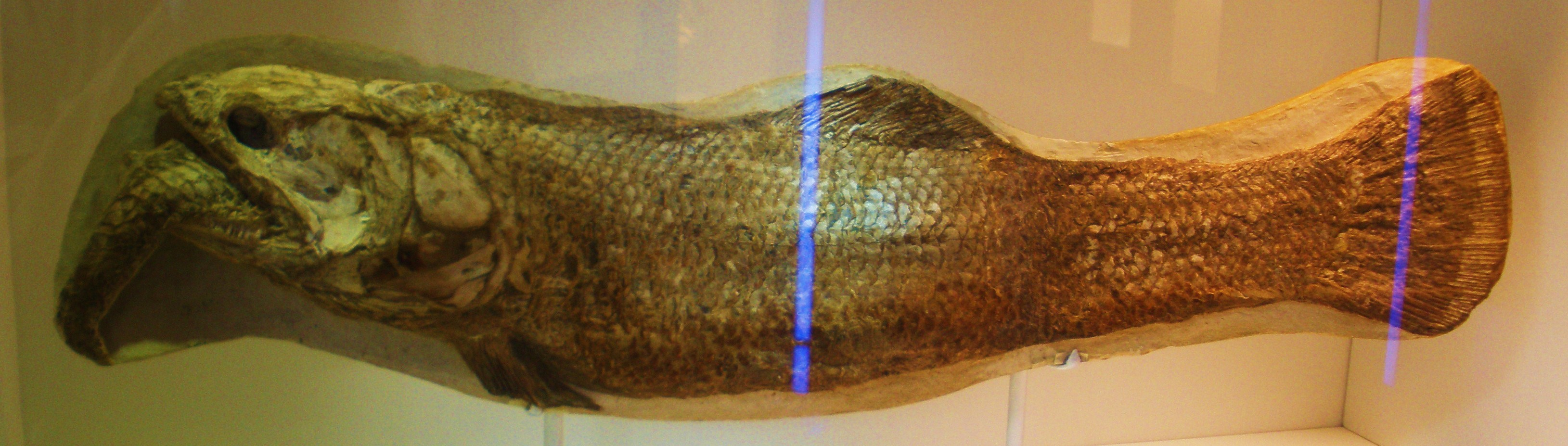
Calamopleurus і Rhacolepis

C. cylindricus був одним із найбільших відомих аміїд, за розміром порівнянний з гігантським палеоценовим видом Amia pattersoni . Проте обидва були трохи меншими за Melvius і Amia basiloides, найбільших відомих аміїд. Тим не менш. C. cylindricus — один з найраніших відомих прикладів гігантизму серед аміїд. 